# Tom Ince
Thomas Christopher "Tom" Ince, född 30 januari 1992, är en engelsk fotbollsspelare (mittfältare) som spelar för Watford. Han är son till Paul Ince och har tidigare spelat i Liverpool. Han har även representerat England på U17, U19 och U21-nivå.

## Karriär

### Huddersfield Town
Den 4 juli 2017 värvades Ince av Huddersfield Town, där han skrev på ett treårskontrakt.

### Stoke City
Den 24 juli 2018 värvades Ince av Stoke City, där han skrev på ett fyraårskontrakt. Den 1 februari 2021 lånades Ince ut till Luton Town på ett låneavtal över resten av säsongen 2020/2021. Den 31 januari 2022 lånades han ut till Reading på ett låneavtal över resten av säsongen 2021/2022.

### Reading
Den 21 juni 2022 skrev Ince på ett treårskontrakt med Reading.

### Watford
Den 27 juni 2023 värvades Ince av Watford, där han skrev på ett tvåårskontrakt med option på ytterligare ett år.